# Cogt járás
Cogt járás (mongol nyelven: Цогт сум) Mongólia Góbi-Altaj tartományának egyik járása. Területe 16 700 km². Népessége kb. 5200 fő.
Székhelye Tahilt (Тахилт), mely 190 km-re délkeletre fekszik Altaj tartományi székhelytől.